# Костянтин Васильович (князь ростовський)
Костянтин Васильович (1312—1365) — князь Ростово-Борисоглібський (1320—1365) та Ростово-Усретінський (1360—1364). Другий син князя Ростовського Василя Костянтиновича, перший князь молодшої лінії роду Василя Костянтиновича, яка володіла з 1320 Борисоглібською стороною міста Ростова.

## Біографія
У 1328 князь Костянтин був повінчаний з Марією, дочкою князя Івана Калити. Завдяки родинним зв'язкам сильним московським князем він був сильнішим за інших князів ростовських, які, однак, в XIV столітті були вже досить слабкими. Разом з тим, Костянтин Васильович перебував у сильній залежності від московського князя, будучи його підручником, в області якого Іван Калита розпоряджався, як у своїй. Зокрема він надіслав у Ростов, як свого намісника, боярина Василя Кочову з помічником Міною, які розпоряджались у місті як повноправні володарі. Тивуни та збирачі данини безжально вибивали з населення гроші та товари для татарського відкупу. Для залякування незадоволених московські воєводи навіть повісили вниз головою найстарішого ростовського боярина та тисяцького Аверкія.
У 1340 князь Костянтин посланий Калитою на допомогу татарському воєначальнику Товлубію, який ішов покарати за несплату данини Смоленських князів, і в тому ж році супроводжував сина Калити, Симеона Гордого, в поході на Великий Новгород. У 1342 році разом з іншими князями північно-східної Русі, їздив в Орду на уклін новому ханові Джанібеку.
У 1348, за наказом князя Семена Гордого, разом з сином останнього, ходив на допомогу новгородцям проти шведів.
Протягом 11 років після цього походу літописи не згадують про нього; ім'я його з'являється лише у 1360, коли він, користуючись розбратами, що відбувалися в той час між московським та суздальським князями, виклопотав для себе у хана ярлик на все Ростовське князівство — отже, і на Стрітенську сторону, которою до цього володів його племінник Андрій Федорович. Того ж 1360 брав участь у скликаному в Костромі, за наказом хана, з'їзді князів для вирішення питання «про розбійницех» (новгородських ушкуйниках, які пограбували та побили в Жукотині безліч татар), результатом цієї наради стала видача ушкуйників в руки татар.
У 1361, в числі інших московсько-руських князів, їздив в Орду для вирішення, мабуть, своїх домашніх суперечок. Перебування його в Орді збіглося з «великою замятнею», результатом якої стало вбивство хана Хідиря; не відчуваючи себе в безпеці, князі поспішили з Орди, але не всім вдалось звідти успішно вибратись: є звістка, що татари тоді «ограбіша князів Ростовських та пустіша їх нагих»; один лише Никонівський літопис говорить, що саме Ростовські князі уникли «граблення».
У 1363 з його дозволу заснований Ростовський Борисоглібський монастир. Отримання князем Костянтином ханського ярлика на все князівство Ростовське створило між ним і племінником його Андрієм Федоровичем «нелюбіє», після чого Андрій Федорович мав залишити Ростов, але наступного року довелося покинути Ростов і самому князеві Костянтину та віддалитися в Устюг — через неможливість боротися з племінником, підтриманим Москвою. Через рік він, ймовірно, помирившись з племінником, Костянтин Васильович вернувся до Ростова, де у 1365 році разом з дружиною помер від морової виразки і був похований в Ростовському Успенському соборі.

## Сім'я та діти
У нього були сини: 
- Іван (?—1365)
- Гліб (?—1365) — померли, ймовірно, разом з батьками),
- Василь,
- Олександр (?—1404) — князь ростовський (1365—1404)
- Володимир
- Анна (Агафія Костянтинівна) — за деякими даними, друга дружина галицько-волинського князя Любарта Гедиміновича.